# قانون هيك
قانون هيك، أو قانون هيك-هايمان (بالإنجليزية: Hick's law) الذي سمي على اسم عالم النفس البريطاني والأمريكي ويليام إدموند هيك وراي هايمان، يعمل القانون على وصف الوقت الذي يستغرقه الشخص لاتخاذ قرار نتيجة الخيارات الممكنة: زيادة عدد الخيارات سيزيد وقت القرار لوغاريتميًا، ويقيِّم القانون قدرة المعلومات المعرفية في تجارب تفاعل الاختيار، يُعرف مقدار الوقت المستغرق لمعالجة قدر معين من البتات في القانون باسم «معدل اكتساب المعلومات».

## البداية
في عام 1885 اكتشف جي ميركل أن وقت الاستجابة يكون أطول عندما ينتمي المنبه إلى مجموعة أكبر من المحفزات، وبدأ علماء النفس في رؤية أوجه التشابه بين هذه الظاهرة ونظرية المعلومات، أبلغ فرانسيسك دوندرز عن العلاقة بين وجود محفزات متعددة ووقت رد فعل الاختيار في عام 1868.
بدأ هيك في تجربة هذه النظرية لأول مرة في عام 1951. وفي تجربته الأولى كان هناك 10 مصابيح مرتبة بشكل دائري، وكان هناك 10 مفاتيح لكل من أصابعه تتوافق مع هذه المصابيح، تقوم لفة الشريط المثقوبة بتشغيل مصباح عشوائي كل 5 ثوانٍ؛ سجلت 4 أقلام كهربائية تنشيط هذا المصباح عند تحريك الورق في شكل ثنائي 4 بت، عندما ينقر الموضوع على المفتاح المقابل، تسجل الأقلام الأربعة الاستجابة، باستخدام نفس النظام، أعطى هذا سجلاً دقيقًا لوقت التفاعل بين 10 خيارات بعد تجربة التحفيز.
أجرى هيك تجربة ثانية باستخدام نفس المهمة، مع الحفاظ على عدد البدائل عند 10، أجرى المشارك المهمة في أول مرتين مع التعليمات لأداء المهمة بأكبر قدر ممكن من الدقة، وطُلب من المشارك أداء المهمة في أسرع وقت ممكن.
بينما كان هيك يصرح بأن العلاقة بين وقت رد الفعل وعدد الاختيارات هي علاقة لوغاريتمية، وأراد هايمان أن يفهم بشكل أفضل العلاقة بين وقت رد الفعل ومتوسط عدد الاختيارات، في تجربته كان لديه ثمانية أضواء مختلفة مرتبة في مصفوفة 6 × 6. وتم إعطاء كل من هذه الأضواء المختلفة اسمًا، لذلك تم توقيت المشارك في الوقت الذي يستغرقه ليقول اسم الضوء بعد إضاءته، وغيرت التجارب الإضافية عدد كل نوع مختلف من الضوء، كان هايمان مسؤولاً عن تحديد العلاقة الخطية بين وقت رد الفعل والمعلومات المنقولة.

## القانون

بيانات من وي هيك (1952) توضح قانون هيك: العلاقة بين وقت رد الفعل وعدد خيارات الاستجابة عبر مشاركين (أحمر وأزرق).

بالنظر إلى n اختيارات محتملة متساوية، فإن متوسط وقت رد الفعل T المطلوب للاختيار من بين الخيارات هو تقريبًا:
{\displaystyle T=b\cdot \log _{2}(n+1)}
حيث b هو ثابت يمكن تحديده تجريبياً عن طريق ملاءمة خط للبيانات المقاسة، يعبر اللوغاريتم عن عمق التسلسل الهرمي «لشجرة الاختيار»، يشير log2 إلى أنه خوارزمية البحث الثنائي، إضافة 1 إلى n تأخذ في الاعتبار «عدم اليقين بشأن الاستجابة أم لا، وكذلك حول الاستجابة التي يجب إجراؤها».
في حالة الاختيارات ذات الاحتمالات غير المتكافئة، يمكن تعميم القانون على النحو التالي:
{\displaystyle T=bH}
حيث يرتبط H ارتباطًا وثيقًا بانتروبيا المعلومات النظرية للقرار، والمُعرَّفة على أنها:{\displaystyle H=\sum _{i}^{n}p_{i}\log _{2}(1/p_{i}+1)}
حيث يشير (p i)إلى احتمال أن يؤدي البديل الأول إلى إنتروبيا نظرية المعلومات.
قانون هيك مشابه في شكله لقانون فيتس، ويحتوي قانون هيك على شكل لوغاريتمي لأن الناس يقسمون المجموعة الإجمالية للخيارات إلى فئات، مما يلغي حوالي نصف الخيارات المتبقية في كل خطوة، بدلاً من النظر في كل خيار واحدًا تلو الآخر، الأمر الذي يتطلب وقتًا خطيًا.

## العلاقة مع معدل الذكاء

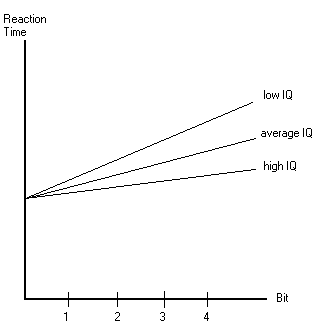
تطبيق روث لقانون هيكBit هي وحدة log2(n)

أظهر روث عام 196، وجود علاقة بين معدل الذكاء وسرعة معالجة المعلومات، وهو مقلوب منحدر الوظيفة:
{\displaystyle {\text{Reaction Time}}={\text{Movement Time}}+{\frac {\log _{2}(n)}{\text{Processing Speed}}}}
حيث n هو عدد الاختيارات، الوقت المستغرق لاتخاذ قرار هو:
يتناسب مع: {\displaystyle {\frac {\log _{2}(n)}{\text{Processing Speed}}}}

## التوافق بين التحفيز والاستجابة
من المعروف أن توافق التحفيز والاستجابة يؤثر أيضًا على وقت رد الفعل المختار لقانون هيك-هايمان، وهذا يعني أن الاستجابة يجب أن تكون مشابهة للحافز نفسه (مثل تدوير عجلة القيادة لتدوير عجلات السيارة)، والإجراء الذي يقوم به المستخدم مشابه للاستجابة التي يتلقاها السائق من السيارة.

## استثناءات

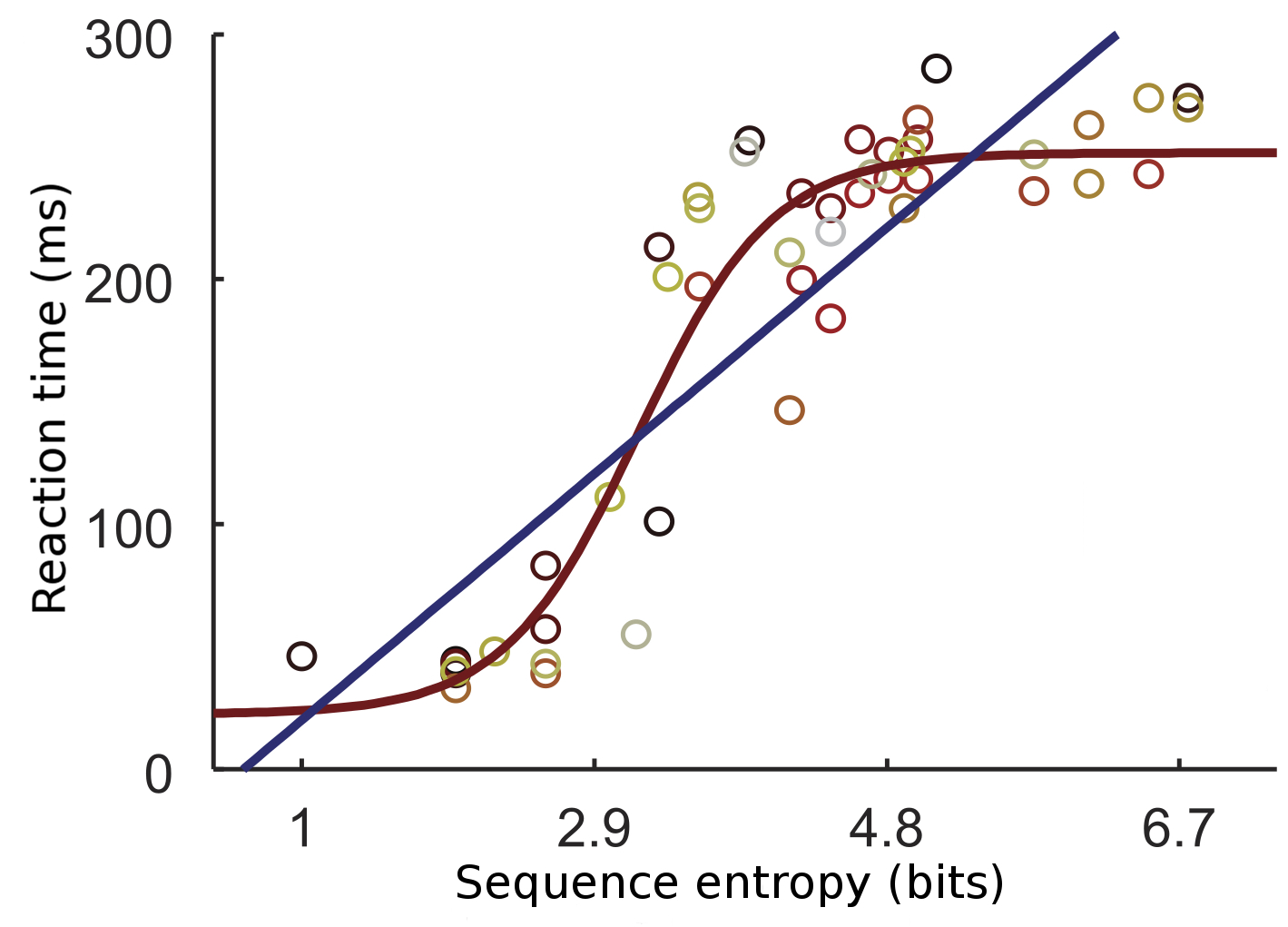
تظل الوظيفة السينية تمثيلًا أفضل من الوظيفة الخطية للعلاقة بين إمكانية التنبؤ ووقت رد الفعل..

تشير الدراسات إلى أن البحث عن كلمة داخل قائمة مرتبة عشوائيًا - حيث يزداد وقت رد الفعل خطيًا وفقًا لعدد العناصر - لا يسمح بتعميم القانون العلمي، مع الأخذ في الاعتبار أنه، في ظروف أخرى، قد يكون وقت رد الفعل لا يرتبط خطيًا بلوغاريتم عدد العناصر أو حتى تظهر اختلافات أخرى في المستوى الأساسي.
تم أيضًا اختبار تعميم قانون هيك في دراسات حول إمكانية التنبؤ بالتحولات المرتبطة بوقت رد فعل العناصر التي ظهرت في تسلسل منظم. تم وصف هذه العملية لأول مرة على أنها متوافقة مع قانون هيك، ولكن مؤخرًا تبين أن العلاقة بين إمكانية التنبؤ ووقت رد الفعل هي علاقة سينية وليست خطية مرتبطة بأنماط مختلفة من العمل.
يُشار أحيانًا إلى قانون هيك لتبرير قرارات تصميم القائمة. على سبيل المثال، للعثور على كلمة معينة (مثل اسم أمر ما) في قائمة كلمات مرتبة عشوائيًا (مثل قائمة)، يلزم مسح كل كلمة في القائمة، مما يستهلك وقتًا خطيًا، لذلك لا ينطبق قانون هيك، اما إذا كانت القائمة أبجدية وكان المستخدم يعرف اسم الأمر، فقد يكون قادرًا على استخدام إستراتيجية التقسيم الفرعي والتي تعمل في الوقت اللوغاريتمي.